# Julie ou la Nouvelle Héloïse
Pour les articles homonymes, voir Héloïse.
Julie ou la Nouvelle Héloïse est un roman épistolaire de Jean-Jacques Rousseau paru en février 1761 chez Marc-Michel Rey à Amsterdam. Maintes fois réédité, il a été l'un des plus grands succès de librairie du XVIIIe siècle, révélant ainsi la place faite à la sensibilité au temps des Lumières.
La page de titre originale dit Lettres de deux amants, Habitans d'une petite ville au pied des Alpes : le sous-titre en guise de faux-titre Julie ou la nouvelle Héloïse évoque en filigrane l’histoire d’Héloïse (Julie) et de Pierre Abélard (Saint-Preux) où, à la suite de la castration de ce dernier par le chanoine Fulbert (M. de Wolmar), la passion amoureuse finit être sublimée dans une renonciation spirituelle, tandis que dans la Nouvelle Héloïse, le désir est surmonté, voire réprimé, au moyen d’un transfert sur un objet imaginaire : la Nature.
Les amateurs de roman ont y pu voir un mythe renfermant les valeurs les plus profondes du romantisme, mais en dépit de la forme romanesque sous lequel se présente Julie, l’œuvre prend également la forme d'une méditation philosophique où Rousseau expose sa vision de l’autonomie ainsi qu'une éthique de l'authenticité, préférée aux principes moraux rationnels, dans un univers fusionnant étroitement la pensée contractuelle à une certaine psychologie de l'amour, et révélées dans une identité profonde. Pour être symbolique, la castration à l’œuvre dans la Nouvelle Héloïse, n’en est pas moins réelle. L’ordre social n’est plus maintenu par la brutalité d’un vieil oncle castrateur, mais par une société pastorale régie et surveillée avec une douce sollicitude par un vieux mari omniscient et omnipotent, mais non moins castrateur.

## Intrigue
Julie relate la passion amoureuse entre Julie d’Étange, une jeune noble suisse, et son précepteur, Saint-Preux, un homme d’origine humble. Après avoir tenté de s’en défendre, ce dernier est tombé sous le charme de son élève. Saint-Preux et Julie vont alors s’aimer dans le décor du Léman, mais leur différence de classe sociale les force à garder leur relation secrète. En raison des conventions sociales qui empêchent cet amour de s’exprimer au grand jour, Saint-Preux quitte enfin la Suisse pour Paris et Londres. Les deux personnages échangent alors de nombreuses lettres et billets amoureux délibératifs, cherchant une réponse au dilemme que leur pose leur amour et à la situation catastrophique qu’elle engendre, jusqu’à ce que la famille d’Étange, ayant découvert cette relation, persuade Julie d’épouser un autre homme, le vieux M. de Wolmar, ancien camarade militaire du baron d'Étange, qui secrètement sait toute l'histoire des amants. Lorsque Saint-Preux rentre, des années plus tard, Julie a déjà choisi d’honorer ses vœux matrimoniaux et de remplir ses devoirs d’épouse et de mère ; elle est pourtant incapable d’oublier Saint-Preux.

## Analyse
Emblème du roman sensible, la Nouvelle Héloïse constitue un prototype du mouvement littéraire préromantique dont on retrouve les caractéristiques :
- exaltation des sentiments ;
- plainte des personnages ;
- quête d'absolu ;
- goût de l'exotisme et du pittoresque[6].

## Personnages

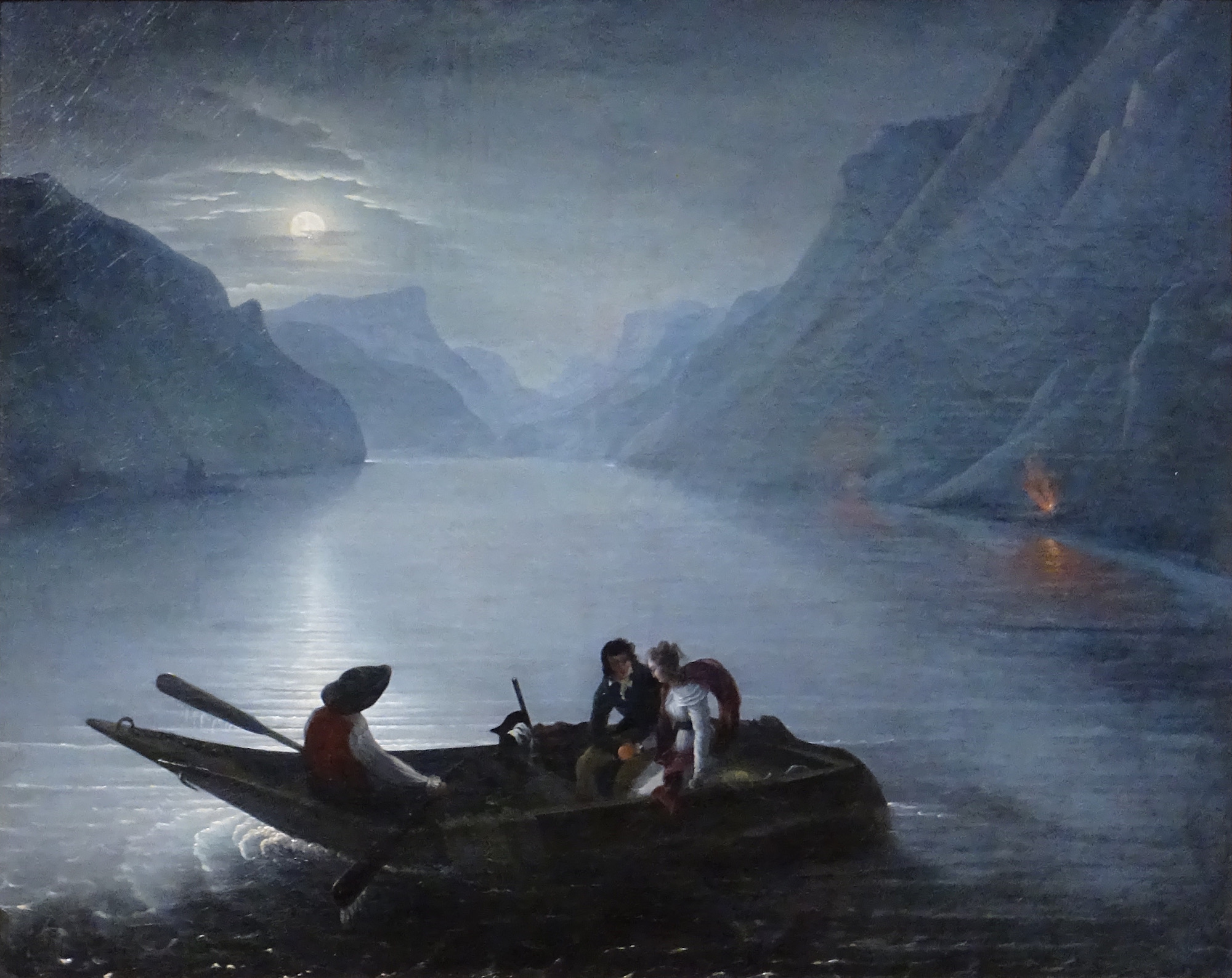
Charles-Édouard Le Prince, Promenade de Julie et Saint-Preux sur le lac Léman, 1824.

- Julie, fille du baron d'Étange, elle tombe amoureuse de son précepteur Saint-Preux. Celui-ci ayant dû fuir car leur liaison menaçait d'être découverte, Julie accepte le mariage que lui impose son père avec un ami, qui lui avait sauvé la vie à la guerre, M. de Wolmar.
- Saint-Preux, engagé par la mère de Julie comme précepteur de sa fille, il tombe amoureux d'elle. Le roman commence par sa déclaration d'amour. Sa seule signature dans le roman est l'énigmatique « S. G. » (IIIe partie, billet après la lettre XI).
- M. de Wolmar, compagnon d’armes du baron d’Étange qui lui a promis la main de sa fille après qu’il lui a sauvé la vie. Castrateur symbolique de Saint-Preux a épousé Julie pour lui éviter les affres de la passion et le déshonneur vis-à-vis des autres

Wolmar vis-à-vis de Saint-Preux : ignorant la passion, il l’et d’elle-même
. Il organise avec elle le domaine de Clarens selon les principes d'une économie nouvelle. Ce personnage est basé en grande partie sur Paul Thiry d'Holbach, dirigeant supposé de la soi-disant « coterie holbachique » coupable de complot athée.
- Claire, cousine de Julie et son amie inséparable, elle épouse M. d'Orbe dont elle a une fille. À la mort de son mari, elle rejoint Julie et M. de Wolmar à Clarens.
- Baron d’Étange, père de Julie. Noble suisse, ancien mercenaire autoritaire et emporté, il s'oppose violemment au mariage de sa fille avec Saint-Preux. Il adore néanmoins sa fille et se réconcilie avec Saint-Preux une fois le danger d'une mésalliance de Julie écarté.
- Baronne d’Étange, mère de Julie, tente en vain de fléchir son mari. Elle meurt de maladie, et peut-être également de chagrin en apprenant la liaison de sa fille.
- Milord Édouard Bomston, aristocrate et militaire anglais, devient le meilleur ami de Saint-Preux et soutient sa liaison avec Julie.

## Résumé

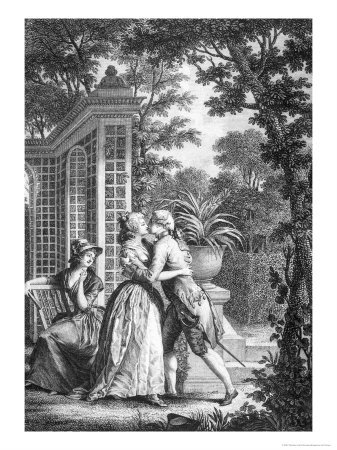
Le premier baiser de l'amour, par Nicolas Monsiau, in Nouvelle Héloïse, Œuvres de Jean-Jacques Rousseau, Paris, Defer de Maisonneuve, 1793-an VII

### Première partie
Saint-Preux, précepteur de la jeune Julie, écrit à cette dernière plusieurs lettres par lesquelles il lui avoue son amour. Après avoir joué la froideur, celle-ci finit par lui avouer qu’elle partage ce sentiment. Lorsqu’elle écrit à sa cousine Claire, pour la supplier de revenir suivre les leçons de ce précepteur auprès d’elle, celle-ci comprend tout et tremble pour Julie. De platonique, la relation entre Saint-Preux et Julie prend un tour physique avec le baiser échangé dans le bosquet en présence de Claire. Saint-Preux effectue un premier voyage en Valais à la demande de Julie qui craint que leur relation ne soit découverte. Mis en demeure par le baron d’Étange, père de Julie, d’accepter un salaire ou de cesser ses leçons, Saint-Preux quitte sa place et s’installe de l’autre côté du lac Léman, mais ne parvient pas à oublier son amour pour Julie qui, se son côté, tombe malade. Le baron d’Étange, qui ne veut pas entendre parler mariage, la fiance à M. de Wolmar. Julie devient la maîtresse de Saint-Preux. Les remords, qui suivent cette « chute », sont apaisés par Claire et Saint-Preux qui démontrent à Julie la responsabilité de la société dont les préjugés empêchent cet amour. Un départ en voyage des parents de Julie offrait aux deux amants une perspective de se voir librement chez Claire qui ne se réalise pas lorsque Saint-Preux doit, à son tour, s’absenter. Milord Édouard, dont Saint-Preux avait fait la connaissance lors de son voyage en Valais, rend visite à Julie et Saint-Preux. Il leur fait découvrir la musique italienne mais manque de se battre en duel avec Saint-Preux après que celui-ci a découvert qu’il n’est pas insensible aux charmes de Julie. Après avoir renoncé au duel, Milord Édouard propose à Saint-Preux de se faire le champion de sa cause auprès du baron d’Étange, mais ce dernier ne veut rien entendre. Après une explication avec sa fille, il la frappe et la blesse au visage. Malgré une réconciliation avec Julie, son père exige néanmoins une séparation définitive, et Saint-Preux doit quitter Clarens.

### Deuxième partie

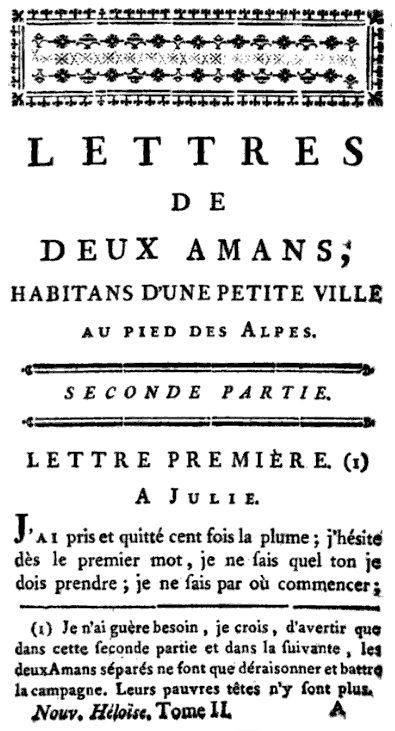
Seconde partie de la Nouvelle Héloïse

En exil, Saint-Preux s’abandonne au désespoir : milord Édouard écrit à Claire qu’il est passé de la léthargie à une sombre fureur. Milord Édouard offre un asile aux deux amants dans le duché d’York où les « sages lois » anglaises leur permettront de se marier. Julie refuse afin de ne pas couvrir ses parents « de douleur et d’opprobre » tandis que Claire avait résolu de rester avec elle quelle que soit sa décision. Tentant de se reprendre, Saint-Preux décide d’entrer dans le monde. Julie met en garde Saint-Preux, qui lui répond en dépeignant la vie parisienne, ses habitudes, ses mœurs conjugales, son théâtre et les Parisiennes de façon négative. Julie répond en faisant la part entre Paris et la France. L’envoi d’un portrait d’elle déclenche des transports chez son amant. Saint-Preux rend compte à Claire de l’opéra et de la musique française en reprenant les termes de la Querelle des Bouffons. Saint-Preux trompe Julie par erreur lorsque de jeunes libertins l’ayant mené chez une prostituée qui pose à la femme de colonel, il se réveille, après s’être enivré (également par erreur) dans son lit. Julie répond en lui apprenant que sa mère a probablement découvert les lettres que lui a envoyées Saint-Preux.

### Troisième partie
La baronne tombe malade et Claire conjure Saint-Preux de renoncer à Julie. La baronne meurt, laissant Julie persuadée qu’elle est responsable de la mort de sa mère en dépit du caractère fort ancien de sa maladie. Le baron d’Étange rappelle sa promesse de mariage avec Wolmar à Julie qui lui répond qu’elle a promis à Saint-Preux de ne jamais épouser un autre que lui. Le baron d’Étange somme brutalement Saint-Preux de rendre sa parole à Julie. Saint-Preux s’exécute et tout est fini entre eux. Julie tombe gravement malade. Saint-Preux se précipite à son chevet. En embrassant la main de Julie, Saint-Preux a également contracté la petite vérole mais c’est « l’inoculation de l’amour » et il en réchappe. Julie et Saint-Preux songent à l’adultère, mais celle-ci traverse une crise religieuse qui la convainc de renoncer à Saint-Preux et de se soumettre à la volonté de ses parents. Julie épouse Wolmar et entreprend de dénoncer les « vains sophismes » philosophiques qui ont failli causer leur perte. Elle demande à Saint-Preux de l’autoriser à révéler le secret de leurs amours passées. Saint-Preux est fort loin de partager la sérénité de Julie et lui demande de n’en rien faire, lui demandant si elle est heureuse. Julie lui répond qu’elle l’est à condition que Saint-Preux ne cesse de l’aimer en frère et de loin. Elle lui brosse un tableau de sa vie conjugale inscrit sous le signe de la modération, y compris dans les sentiments que se portent les époux. Elle a définitivement tiré un trait sur le passé et fait le serment de ne pas se remarier si elle devient veuve. Elle conclut en lui demandant de ne plus lui écrire en se contentant de communiquer, dans les occasions importantes, par l’intermédiaire de Claire. Saint-Preux sombre dans le désespoir et songe au suicide. Il renonce à cette idée après s’être laissé convaincre par l’argumentation de Milord Édouard. Il fera, au lieu de cela, le tour du monde. Des auteurs ont noté qu'il y a dans cette troisième partie la recension d'un expérience mystique. : « je crus sentir une révolution subite. Une puissance inconnue sembla corriger tout à coup le désordre de mes affections et les rétablir selon la loi de la nature. L'œil éternel qui voit tout, disais-je en moi-même, lit maintenant au fond de mon cœur...»

### Quatrième partie

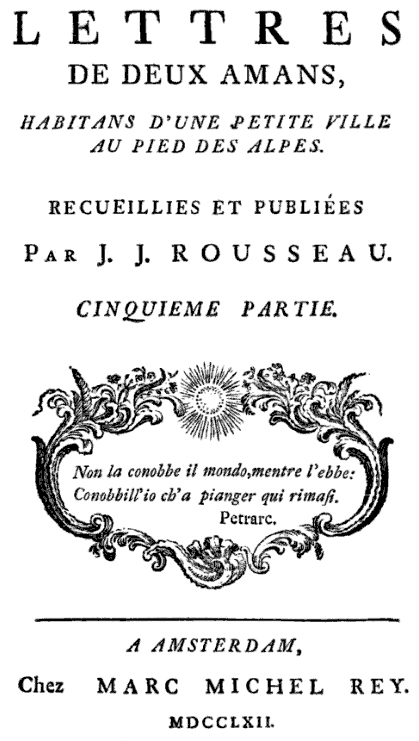
Cinquième partie de Julie

Julie n’a pas eu de nouvelles de Saint-Preux, parti faire le tour du monde, depuis quatre ans. Menant sa vie selon son plan de « modération », elle devrait, avec sa vie paisible, son mari modèle, ses deux charmants enfants, être heureuse, mais le bonheur n’est pas au rendez-vous. Julie continue d’éprouver des remords vis-à-vis de Wolmar au sujet de sa relation passée avec Saint-Preux. Enfin, les raisonnements philosophiques et les plans moraux ont échoué à lui faire oublier Saint-Preux. Elle écrit à Claire et lui demande de venir s’installer avec elle à Clarens. C’est précisément le moment où Saint-Preux réapparaît avec une lettre adressée à Claire où il lui apprend qu’il a terminé son voyage autour du monde et que, en chemin vers l’Italie avec Milord Édouard, il va passer la voir. Il demande également à revoir Julie, assurant que son amour pour elle est désormais de nature vertueuse. Wolmar, à qui Julie a fini par confesser sa liaison passée, écrit à Saint-Preux pour l’assurer de son amitié et l’inviter à Clarens. Arrivé à Clarens, Saint-Preux est saisi d’une intense émotion à la vue de son pays natal. Chez Wolmar et Julie, il découvre une vie où la sagesse des occupants leur permet de vivre frugalement dans la paix, l’innocence et le bonheur. Les serviteurs sont bien traités, on leur permet de danser et Julie danse même avec eux. Les maîtres de Clarens ont, quant à eux, conçu un jardin anglais appelé l’Élysée qui est comme un bout du monde à trois pas du château. Julie explique à Claire la conduite de M. de Wolmar vis-à-vis de Saint-Preux : ignorant la passion, il l’a épousée par inclination pour lui éviter de se déshonorer vis-à-vis des autres et d’elle-même. Il préfère « régler », c’est-à-dire soumettre à une règle, l’amour entre Julie et Saint-Preux plutôt que de tenter de l’anéantir, persuadé que c’est de la jeune fille qu’était Julie, et non de la femme qu'elle est devenue dont Saint-Preux est amoureux. Il est tellement persuadé de cette idée qu’il projette même d’établir définitivement Saint-Preux à Clarens en l’instituant le précepteur de ses enfants. Pendant une absence de M. de Wolmar de quelques jours, Saint-Preux et Julie font sur le lac une promenade qui manque pourtant de mettre leur vertu à mal.

### Cinquième partie
Après avoir entendu la démonstration de Wolmar, Saint-Preux se déclare convaincu et prêt à entendre le secret du bonheur au château de Clarens : Wolmar cherche le bonheur dans les plaisirs simples d’une existence rustique paisible et retirée où la vraie richesse réside non dans l’accumulation des biens mais dans une aisance modérée. Les Wolmar sont prospères parce que, selon des principes proches de ceux que le gouvernement bernois incitait ses sujets à respecter, ils vivent en autarcie. Sains, honnêtes et simples, les plaisirs qu’on éprouve à Clarens y sont ceux de la vie champêtre, car la vie citadine ne vaut rien aux vertus. Les enfants sont éduqués selon les principes qui se retrouvent un an plus tard dans l’Émile : plutôt que de raisonner avec les enfants, il faut leur imposer le principe de la nécessité que la nature impose à l’homme et utiliser le principe de l’intérêt pour faire obéir l’enfant. Julie regrette néanmoins que M. de Wolmar soit athée. Sourd aux raisonnements de sa femme et à ceux de Saint-Preux, il ne veut pas non plus la tromper en feignant des sentiments qui ne seraient pas les siens. L’arrivée de Claire à Clarens pour n’en plus partir déclenche l’allégresse débordante de ses habitants. L’époque des vendanges est une nouvelle occasion de dessiner le tableau de l’idylle rustique à Clarens. Le renoncement pèse cependant à Saint-Preux qui parvient à grand peine à faire prévaloir la raison et la volonté sur les sentiments qu’il continue de porter à Julie. Arrivé à son tour à Clarens, Milord Édouard emmène Saint-Preux en Italie. Retrouvant la chambre qu’il a occupée lors de son premier voyage en Valais, Saint-Preux est submergé par l’émotion et la nostalgie. Ayant rêvé dans la nuit que Julie est morte, il retourne à Clarens dont il s’éloigne, rassuré, dès qu’il a entendu la voix de Julie et de Claire. Julie affirme à Claire que ce qu’elle prend, chez sa cousine, pour de la compassion et de l’amitié envers Saint-Preux est en réalité de l’amour et l’engage à l’épouser.

### Sixième partie

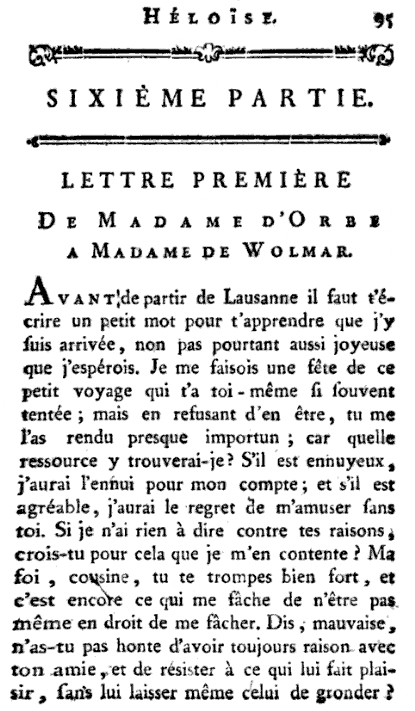
Sixième partie de Julie

Claire répond à Julie qu’elle aime Saint-Preux sans l’aimer. Ses sentiments pour lui sont plus que de l’amitié, mais sans être de l’amour et, quand elle le voit, ce qu’elle pourrait ressentir pour lui s’évanouit. Quant à Saint-Preux, il ressent pour elle une affection mêlée de tendresse, mais ce n’est pas de l’amour non plus. Il ne peut donc être question de mariage. Quant à Milord Édouard, il hésite entre épouser une aristocrate au caractère emporté et une ancienne courtisane qui fut sa maîtresse. Le dilemme est dénoué par l’entrée opportune au couvent de cette dernière. Claire écrit une longue lettre sur Genève où sont analysées les mœurs des Genevois qui sont dépeints comme francs, généreux, cultivés et leurs femmes gracieuses et sensibles quoiqu'elles aient tendance à se dégénérer en prenant les Françaises pour modèle. Julie revient à la charge avec sa proposition de mariage entre Claire et Saint-Preux, mais ce dernier refuse également. En fait, il s’estime « guéri » de l’amour. Julie devient de plus en plus mystique, mais se défend de devenir une dévote, même si elle continue de regretter l’athéisme de Wolmar. Une catastrophe survient alors que Julie a sauté à l’eau pour sauver son fils Marcellin après qu’il est tombé dans le lac : tombée malade, Julie a fini par succomber et est morte avec une très grande sérénité d’âme après avoir fait une profession de foi qui tourne à la thèse en théologie, ce qui ne laisse pas de surprendre dans la bouche d’une mourante. Elle a même trouvé la force, entre ses méditations sur la vie et la mort, d’écrire une lettre à Saint-Preux que lui envoie Wolmar. Cette lettre révèle à Saint-Preux que Julie n’avait jamais cessé de l’aimer : « Je me suis longtemps fait illusion. […] Vous m’avez crue guérie, et j’ai cru l’être. » L’ouvrage se conclut sur une lettre de Claire à Saint-Preux où elle lui avoue à son tour : « J’ai eu de l’amour pour vous, je l’avoue ; peut-être en ai-je encore, peut-être en aurai-je toujours », mais cela ne change rien à l’affaire car il ne saurait être question, pour elle, de commettre l’indignité et la lâcheté d’épouser Saint-Preux. Elle conclut en prédisant sa propre mort avant peu.

## Réception
Avec au moins 70 éditions avant 1800, La Nouvelle Héloïse a peut-être été l’ouvrage le plus vendu du XVIIIe siècle. La demande était telle que, ne pouvant imprimer suffisamment d’exemplaires du roman, les libraires se mirent à le louer à la journée et même à l’heure. En dépit du clair aveu de paternité de Rousseau dans sa préface, « j’ai travaillé moi-même à ce livre, et je ne m’en cache pas », une bonne partie du lectorat choisit d’ignorer cette réalité pour s’identifier aux personnages et écrire des lettres enflammées à Rousseau lui demandant de leurs nouvelles.
La Nouvelle Héloïse a exercé une profonde influence sur ses contemporains. Roman fétiche de Manon Phlipon, celle-ci l’a a intégré au point d’accepter, après avoir refusé de nombreux prétendants, un mariage de raison avec Roland de La Platière, de vingt ans son ainé. La défenseuse de l’éducation et de l’amélioration de la situation juridique des femmes, acceptera la vision de Rousseau sur l’infériorité des femmes et leur destin domestique, au côtés de son vieux mari jusqu’à ce quelle rencontre son Saint-Preux : François Buzot. Seulement, Buzot n’est pas Saint-Preux, et surtout Roland n’est pas Wolmar, et lorsque Manon, en bonne émule de Julie, avouera ses sentiments à son mari, l’histoire connaitra un dénouement tragique.

## Censure
Julie sera mise à l’Index en 1806.

### Illustrations
Jean-Jacques Rousseau imagine très tôt d'accompagner son roman d'illustrations. Le célèbre écrivain s'est lui-même exercé pendant sa jeunesse à la gravure. Cette expérience dans le domaine des arts visuels l'amène à se montrer très exigeant en ce qui concerne l'illustration de ses écrits. 

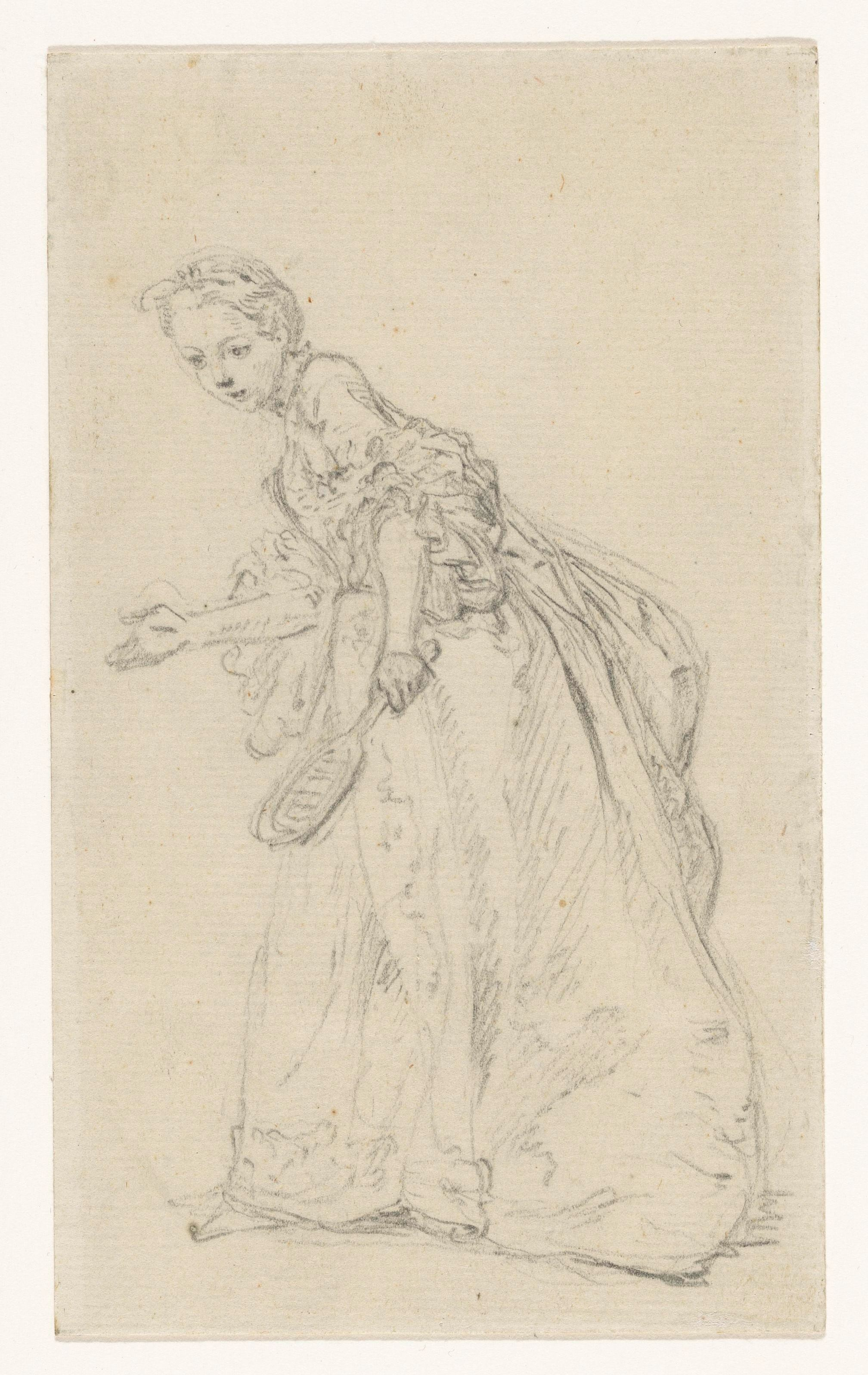
"Claire ! Claire ! Les enfans chantent la nuit quand ils ont peur", étude de Gravelot, graphite sur papier, Amsterdam, Rijksmuseum.

Très tôt dans l'élaboration du projet de publication, Rousseau demande à son éditeur Marc-Michel Rey de concevoir des illustrations à mettre en parallèle des passages concernés. Cependant, Rey estime cette entreprise trop onéreuse et se refuse de supporter le cout de cette commande. L'auteur se tourne alors vers un jeune entrepreneur genevois, François Coindet qui accepte de prendre en charge la production des planches gravées.
En échange de son soutien financier, l'entrepreneur dirige l'exécution des planches. C'est aussi à François Coindet que revient la désignation de l’illustrateur. Dans un premier temps, Rousseau souhaitait engager le peintre François Boucher pour figurer son histoire. Face au coût demandé, le choix se porte finalement sur le dessinateur Hubert-François Gravelot. L'artiste se place alors comme l'un des principaux illustrateurs de son temps. L'exceptionnelle ré-édition du Décaméron de Jean Boccace paraît au même moment. Parmi les livres les plus lus à cette période, il travailla également aux planches pour Manon Lescaut de l'abbé Prévost ou au Tom Jones de Henry Fielding.

Si François Coindet est chargé de la coordination du projet, Rousseau tient à contrôler la conception des compositions. Les épreuves des estampes sont envoyées à l'auteur afin qu'il les commente et les corrige. L'écrivain a une idée si précise de l'effet à obtenir dans les illustrations, que le dessinateur a bien du mal à faire tenir dans le cadre de la composition toutes ses suggestions. Bien qu'il ait pratiqué la gravure par le passé, ses attentes pour cette commande sont telles qu'elles dépassent les capacités techniques de cet art. Les nombreux allers-retours entre Rousseau, Coindet et Gravelot laissent d'abondantes traces pour étudier les critiques soulevées par l'auteur : 

« Plus je regarde la dernière estampe, [...], plus je la trouve ignoble (...). Il faudrait dans les figures de Claire et de Wolmar une certaine noblesse de maintien qui les distinguât du peuple qui est dans la chambre, et au contraire Wolmar semble un vieux apothicaire et Claire une grosse joufflue de servante qui tient un torchon (...)." »

 Les contraintes liées à l'art de la gravure et le format restreint d'une vignette empêchent d'assouvir la vision de l’écrivain. Rousseau se focalise sur les défauts des planches et considère ce projet comme un échec. La correspondance abondante, qui est conservée, témoigne des rapports mouvementés entre l'auteur, l'entrepreneur et le dessinateur.
Le recueil d'estampes est publié séparément du texte en mars 1761 chez la Veuve Duchesne. Soit, un mois après la première édition de La Nouvelle Héloïse chez Marc-Michel Rey. Il contient douze planches destinées à rythmer les temps forts du récit. Alors même que l'auteur jugea sévèrement les estampes, les compositions de Gravelot connurent une prospérité certaine. 

### LeVoyage du Commodore Ansoncomme ressort de l’intrigue

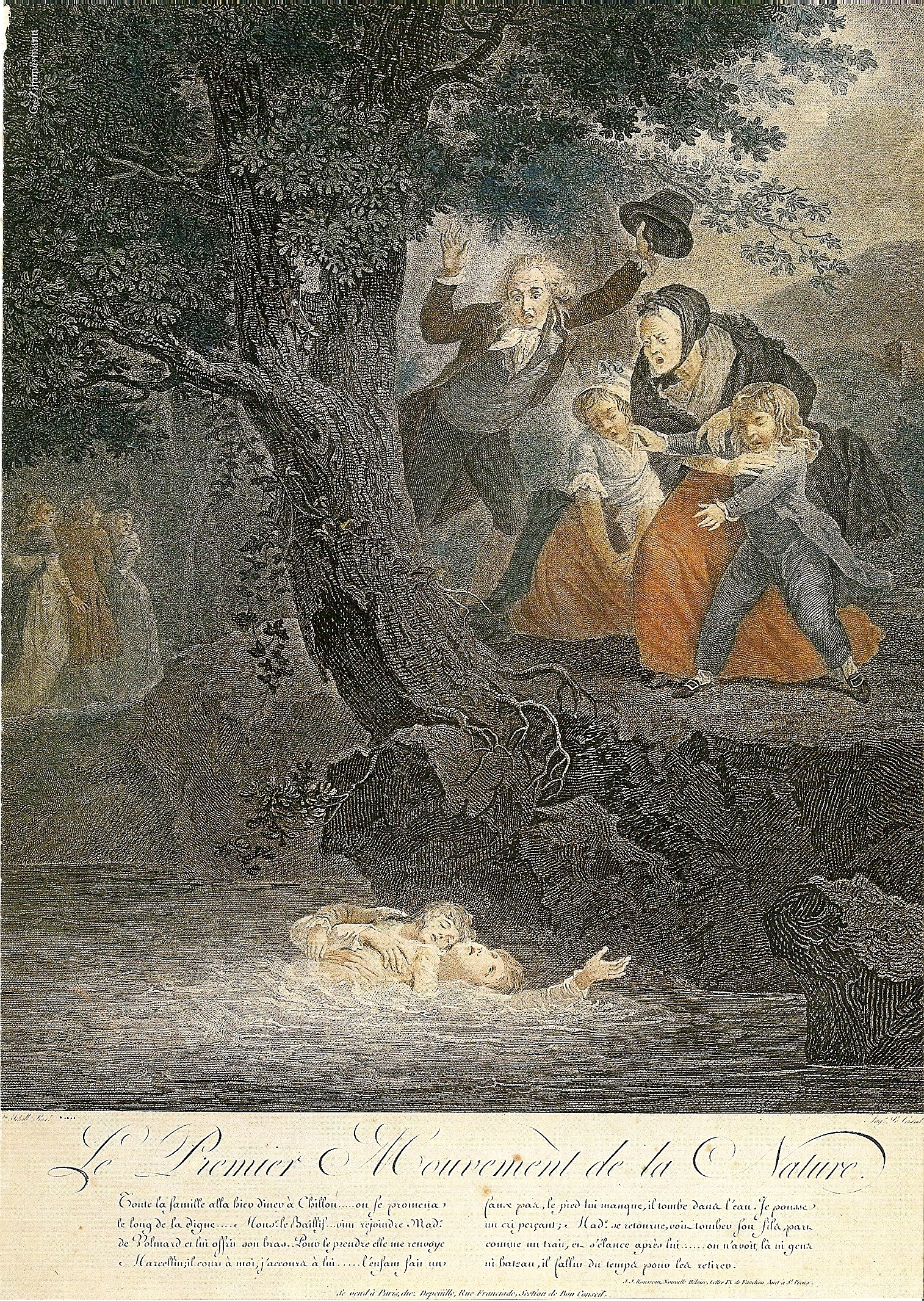
Le premier mouvement de la Nature.

Le Voyage du Commodore Anson, qui avait connu un grand retentissement une douzaine d’années auparavant, fut utilisé par Rousseau pour amplifier son intrigue en lui donnant une dimension planétaire. Introduire un voyage bien plus épique que le classique tour en Italie (voire en Grèce) qu’accompliront les héros romantiques, illustrer enfin le mythe naissant du « bon sauvage ». La relation officielle du voyage de George Anson, rédigée par son chapelain qui avait collationné les journaux de bord des officiers, avait été publiée en 1748 et avait connu un grand succès tant dans les milieux maritimes que littéraires, et des traductions en allemand et en français, par Gua de Malves, avaient accru sa diffusion.
Pour séparer Saint-Preux de Julie, Milord Edouard Bornston a pensé faire engager le jeune homme dans l’état-major de son ami George Anson : la guerre de l'oreille de Jenkins est déclarée entre l’Angleterre et l’Espagne, et le capitaine Anson vient d’être nommé Commodore, chef d’une escadre chargée d’aller harceler les Espagnols dans le Pacifique. D’ailleurs Saint-Preux a de sérieuses connaissances en génie militaire, il pourra les accroitre en examinant les forteresses étrangères, et se rendre utile en cas de siège d’une ville espagnole : Lima (et même Manille) faisaient partie des objectifs (à vrai dire utopiques) de l’expédition. « Il est question, lui écrit Milord Edouard, d’une entreprise grande, belle, et telle que bien des âges n’en voient pas de semblable… »
Saint-Preux accepte, rejoint Portsmouth, et décrit les préparatifs de l’embarquement … Jean-Jacques Rousseau qui, en fait de ports, n’a vu, avant 1761, date de parution de Julie ou la nouvelle Héloïse, que Genève, Lausanne et Venise sait emporter le lecteur : « J’entends le signal et les cris des matelots, je vois fraîchir le vent et déployer les voiles. Il faut monter à bord, il faut partir. Mer vaste, mer immense, qui doit peut-être m’engloutir dans ton sein, puissé-je retrouver sur tes flots le calme qui fuit mon cœur agité… ».
Partie (trop tard) en septembre 1740, doublant le cap Horn à la mauvaise saison, arrivant exsangue aux Îles Juan-Fernandez, l’escadre d’Anson croise ensuite sur les côtes du Pérou, met à sac la petite ville côtière de Paita, monte en vain la garde pendant un mois au large d’Acapulco en attendant le Galion de Manille, puis se lance dans la traversée d’Est en Ouest du Pacifique. Seul le vaisseau-amiral, le Centurion, arrive à Macao après une escale providentielle sur une petite île paradisiaque et quasi déserte de l’archipel des Mariannes : l’île de Tinian. En laissant entendre aux autorités qu’il désire rentrer directement en Angleterre, Anson obtient du gouverneur de Canton que son navire soit réparé (il faisait eau au point de menacer de couler), et réapprovisionné. Mais quand il reprend la mer, c’est pour aller se mettre encore une fois à l’affût du galion de Manille, au large des côtes des Philippines.
Utilisant son écrasante puissance de feu, Anson capture le galion à l’issue d’un combat bref, mais meurtrier pour les Espagnols. Il revient à Canton avec sa prise, obtient à nouveau d’être réapprovisionné, et, sur son Centurion surchargé de butin, repart vers l’Ouest, passe par le détroit de la Sonde et le cap de Bonne-Espérance, et est accueilli triomphalement en Angleterre en juin 1744.
Saint-Preux revient donc à Clarens, lui qui ne tenait plus à la vie, et alors qu’il n’y eut que 188 rescapés sur les 2 000 hommes qui prirent la mer quatre ans plus tôt… Il décrit ainsi son voyage à Mme d’Orbe (IVe partie, lettre 3) :
« Ma cousine, j’ai passé quatre fois la ligne, j’ai parcouru les deux hémisphères, j’ai vu les quatre parties du monde… J’ai fait le tour entier du globe. J’ai beaucoup souffert, j’ai vu souffrir davantage. Que d’infortunés j’ai vu mourir !… ».
« J’ai traversé paisiblement, ajoute-t-il, les mers orageuses qui sont sous le cercle arctique… » : pendant les trois mois épouvantables que durèrent le passage du Horn, l’escadre d’Anson perdit près des deux-tiers de ses marins… 

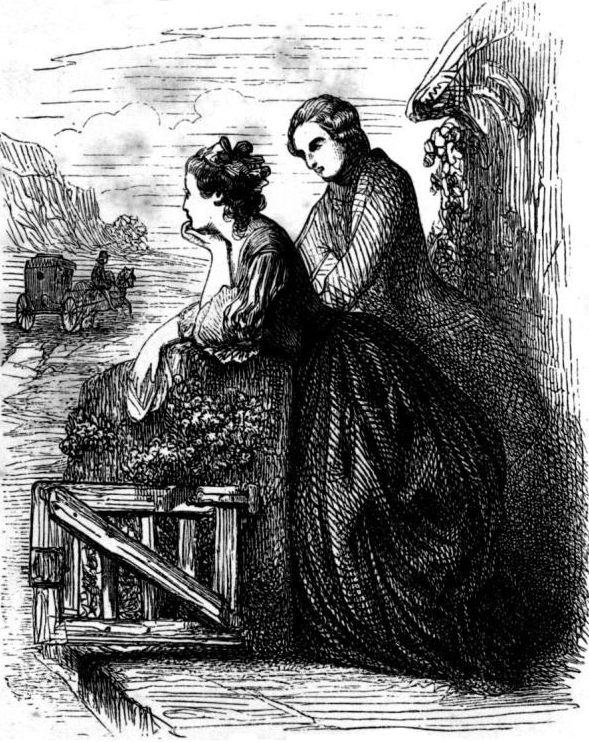
Le départ de Saint-Preux.

Suit le point de vue de Rousseau sur les différentes terres touchées par son héros, et il rappelle les thèmes favoris de l’écrivain : 

« J’ai vu d’abord l’Amérique méridionale, ce vaste continent que le manque de fer a soumis aux Européens, et dont ils ont fait un désert pour s’assurer l’empire… J’ai séjourné trois mois dans une ile (il s’agit de Juan-Fernandez) déserte et délicieuse, douce et touchante image de l’antique beauté de la nature, et qui semble confinée au bout du monde pour y servir d’asile à l’innocence et à l’amour persécutés ; mais l’avide Européen suit son humeur farouche en empêchant l’indien paisible d’y habiter, et se rend justice en ne l’habitant pas lui-même… J’ai surgi dans une seconde île déserte (Tinian), plus inconnue, plus charmante encore que la première, où le plus cruel accident ( alors que Anson et la majeure partie de l’équipage se reposent à terre, le Centurion rompt son câble d’ancre et est emporté au large… ) faillit nous confiner pour jamais. Je fus le seul peut-être qu’un exil si doux n’épouvanta point… »

— Jean-Jacques Rousseau.
Rousseau, par la plume de Saint-Preux exprime aussi son horreur de la guerre :

« J’ai vu l’incendie affreux d’une ville (la bourgade côtière de Païta, au Nord du Pérou…) entière sans résistance et sans défenseurs. Tel est le droit de la guerre parmi les peuples savants, humains et polis de l’Europe : on ne se borne pas à faire à son ennemi tout le mal dont on peut tirer profit, mais on compte pour un profit tout le mal qu’on peut lui faire en pure perte… J’ai vu dans le vaste Océan, où il devraît être si doux à des hommes d’en rencontrer d’autres, deux grands vaisseaux se chercher, se trouver, s’attaquer, se battre avec fureur, comme si cet espace immense eût été trop petit pour chacun d’eux. Je les ai vus vomir l’un contre l’autre le fer et les flammes. Dans un combat assez court, j’ai vu l’image de l’enfer ; j’ai entendu les cris de joie des vainqueurs couvrir les plaintes des blessés et les gémissements des mourants. J’ai reçu en rougissant ma part d’un immense butin. »

— Jean-Jacques Rousseau.
Saint-Preux relève aussi en quelques phrases les particularités des peuples qu’il a côtoyés, tant européens qu’asiatiques. Ainsi, pour les Britanniques (mais Rousseau n’avait pas encore traversé la Manche) :
« J’ai vu dans mes compagnons de voyage un peuple intrépide et fier, dont l’exemple et la liberté rétabliraient à mes yeux l’honneur de mon espèce, pour lequel la douleur et la mort ne sont rien, et qui ne craint au monde que la faim et l’ennui… ».
Mais Saint-Preux, mûri par ses aventures, « noir comme un More, marqué de petite vérole », la variole qu’il a d’ailleurs contractée avant son départ au contact de Julie malade, est encore plus séduisant, et la fatalité guette.
La nature sera sa consolatrice. Mais quand Saint-Preux écrit à Milord Édouard : « La campagne, la retraite, le repos, la saison, la vaste plaine d’eau [le lac Léman] qui s’offre à mes yeux, le sauvage aspect des montagnes, tout me rappelle ici ma délicieuse île de Tinian ». Rousseau s'en souviendra peut-être lorsque cinq ou six ans plus tard, auteur d’un admirable roman sensible pour les uns – et responsable honni de brûlots anti-sociaux pour les autres – il sera heureux de se réfugier sur la petite île Saint-Pierre, au milieu du lac de Bienne .